# Snir (kibuc)
Snir (hebrejsky שניר, podle biblického názvu pro nedalekou řeku Hasbani - Nachal Snir,anglicky Snir nebo Senir) je izraelská osada a vesnice typu kibuc na pomezí Golanských výšin a Izraele, ležící v údolí řeky Jordán v Oblastní radě ha-Galil ha-Eljon.

## Geografie
Vesnice se nachází v nadmořské výšce 282 metrů, cca 52 kilometrů severovýchodně od města Tiberias, cca 80 kilometrů severovýchodně od Haify a cca 155 kilometrů severovýchodně od centra Tel Avivu. Leží v údolí řeky Jordán nedaleko lokality Banias na úpatí masivu hory Hermon a severní části Golanských výšin. Podél východní a jižní strany obce protéká potok Nachal Chermon (řeka Banias). Do ní zde z východu ústí Nachal Pera. V době zimních dešťů a jarního tání na svazích Hermonu je jejich soutok turisticky vyhledávaný pro kaskády a peřeje.
Na dopravní síť je obec napojena pomocí silnice číslo 99.

## Dějiny
Snir leží na okraji Golanských výšin (byť ne v geologickém slova smyslu, protože se nachází v údolí Jordánu pod svahy Golan), které byly dobyty izraelskou armádou v roce 1967 a jsou od té doby cíleně osidlovány Izraelci. Území obce bylo do roku 1967 demilitarizovanou zónou oddělující izraelské a syrské pozice, ale pod kontrolou Syřanů. Už 26. září 1967 se v nedaleké lokalitě Banias usadila jednotka polovojenských osadníků z jednotek Nachal. V roce 1968 pak došlo k civilnímu osídlení v nynější lokalitě. Prvními osadníky byli aktivisté z levicové mládežnické organizace Ha-Šomer ha-ca'ir.
V prvních letech musela být celá plocha okolo nové vesnice odminována. Podle zprávy vypracované roku 1977 pro Senát Spojených států amerických byl počet obyvatel v Snir odhadován na 90. Obyvatelé byli stoupenci levicové strany Mapam. Celková plocha obce byla udávána na 2000 dunamů (2 kilometry čtvereční) s tím, že dalších 2000 dunamů je určeno jako pastviny.
V 90. letech 20. století prošel kibuc privatizací a kolektivní způsob hospodaření byl opuštěn. Ve vesnici fungují zařízení předškolní péče o děti. Základní škola je v obci Ne'ot Mordechaj. V Snir je k dispozici zdravotní středisko, plavecký bazén, obchod se smíšeným zbožím, veřejná knihovna a sportovní zařízení. Ekonomika kibucu je založena na zemědělství (rostlinná a živočišná výroba), na turistickém ruchu (nedaleká lokalita Banias a turistické ubytování) a na průmyslu (továrna Snir Ta'asijot Nejar - שניר תעשיות נייר, na zpracování papíru).
Snir není administrativně součástí Golanských výšin, respektive Oblastní rady Golan a jeho obyvatelé se nepovažují za osadníky na okupovaných územích.

## Demografie
Snir je obcí se sekulárním obyvatelstvem. Jde o menší sídlo vesnického typu s rostoucí populací. K 31. prosinci 2014 zde žilo 544 lidí. Během roku 2014 stoupla populace o 0,4 %.
| Rok            | 1983 | 1995 | 2000 | 2001 | 2003 | 2004 | 2005 | 2006 | 2007 | 2008 | 2009 | 2010 | 2011 | 2012 | 2013 | 2014 |
| -------------- | ---- | ---- | ---- | ---- | ---- | ---- | ---- | ---- | ---- | ---- | ---- | ---- | ---- | ---- | ---- | ---- |
| Počet obyvatel | 178  | 260  | 280  | 272  | 328  | 384  | 414  | 424  | 450  | 467  | 488  | 496  | 503  | 536  | 542  | 544  |